# Donquickeia flava
Donquickeia flava är en stekelart som först beskrevs av Marsh 1993.  Donquickeia flava ingår i släktet Donquickeia och familjen bracksteklar. Inga underarter finns listade i Catalogue of Life.